# Crocosmia pottsii
Crocosmia pottsii es una especie fanerógama del género Crocosmia, perteneciente a la familia Iridaceae.  

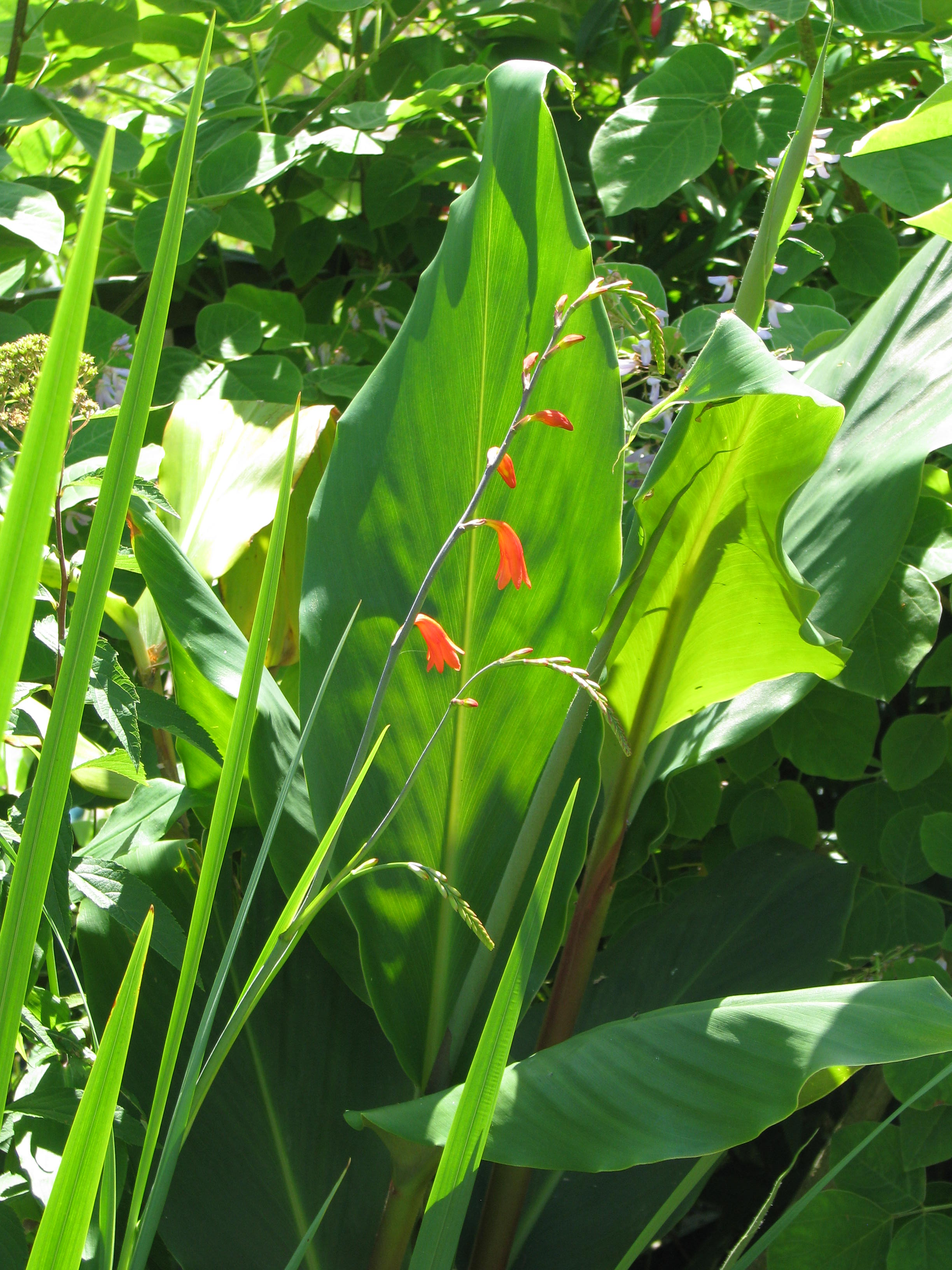
Vista de la planta

## Descripción
Es una especie de este de Sudáfrica que crece en forma de arbusto a lo largo de las orillas de los ríos y pequeños arroyos. Alcanza un tamaño de 70 a 100 cm de altura y tiene hojas y espigas con hasta 30 flores en dos hileras en forma de espada. Las flores son zigomorfas, más pequeñas que las de otras especies,  tienen forma de embudo y son de color naranja escarlata. Florece a principios de verano.

## Distribución y hábitat
Es una planta herbácea perennifolia, geófita que alcanza un tamaño de  0.6 - 1.2 m de altura a una altitud de 765 - 1830  metros en Sudáfrica.

## Taxonomía
Crocosmia pottsii fue descrita por (Baker) N.E.Br.  y publicado en Transactions of the Royal Society of South Africa 20: 264. 1932.
Etimología
Crocosmia: nombre genérico que deriva de las palabras griegas: "krokos" que quiere decir azafrán, y "osme", que significa "oler". El por qué del nombre se explica cuando se sumergen en agua caliente hojas secas de esta planta, ya que estas emiten un fuerte olor similar al del azafrán. 
pottsii: epíteto
Sinonimia
- Gladiolus pottsii McNab ex Baker
- Montbretia pottsii Baker
- Tritonia pottsii (Baker) Benth. ex Baker[4][5]